# Hurdugi, Vaslui
Hurdugi este satul de reședință al comunei Dimitrie Cantemir din județul Vaslui, Moldova, România.
 Acest articol despre o localitate din județul Vaslui este deocamdată un ciot. Puteți ajuta Wikipedia prin completarea lui.